# Luciano Spinosi
Luciano Spinosi (Róma, 1950. május 9. –) válogatott olasz labdarúgó, hátvéd, edző.

## Pályafutása

### Klubcsapatban
A Tevere Roma korosztályos csapatában kezdte a labdarúgást, ahol 1966-ban mutatkozott be az első csapatban, majd a következő idényben szerződtette az AS Roma. Három idény után a Juventushoz igazolt, ahol nyolc idényen át játszott és öt bajnoki cím részese volt. 1978-ban visszatért az AS Roma együtteséhez, ahol újabb négy szezonon keresztül szerepelt. 1982 és 1985 között egy-egy idényt játszott a Verona, az AC Milan és a Cesena csapataiban. 1985-ben visszavonult az aktív labdarúgástól.

### A válogatottban
1971 és 1974 között 19 alkalommal szerepelt az olasz válogatottban. Tagja volt az 1974-es világbajnokságon részt vevő csapatnak.

### Edzőként
1985 és 1994 között az AS Roma ifjúsági csapatának szakmai munkáját vezette. 1990-ben bajnokságot, 1994-ben olasz kupát nyert a fiatal együttessel. 1989-ben átmenetileg az első csapat vezetőedzője volt. 1994-ben a Lecce, 1996-ban a Ternana edzőjeként tevékenykedett. 1996–97-ben a Sampdoria, 1997 és 2000 között a Lazio, 2007-ben a Livorno segédedzője volt.

## Sikerei, díjai

### Játékosként
AS Roma
- Olasz kupa (Coppa Italia)
  - győztes: 1969, 1980, 1982

 Juventus
- Olasz bajnokság (Serie A)
  - bajnok (5): 1971–72, 1972–73, 1974–75, 1976–77, 1977–78
- Olasz kupa (Coppa Italia)
  - győztes: 1979
- UEFA-kupa
  - győztes: 1976–77

### Edzőként
AS Roma
- Olasz ifjúsági bajnokság (Campionato Primavera)
  - bajnok: 1989–90